# Socha svatého Jana Nepomuckého (Mnichovice)
Socha svatého Jana Nepomuckého stojí od roku 1941 na Jánském náměstí v Mnichovicích v okrese Praha-východ. Původně stála před domem čp. 126, na nynější stanoviště byla přesunuta při terénních úpravách.
Esovitě prohnutá postava světce v bohatě řaseném rouchu opírá o levé rameno kříž s plastikou Ježíše Krista, který přidržuje oběma rukama, vousatou tvář má přivrácenu k ukřižovanému. Jan Nepomucký je zobrazen jako kněz v rouchu, klerice, rochetě, almuci a s biretem na hlavě. Oproti tradici chybí svatozář, avšak ještě v roce 1988 hlavu obkružovalo pět pozlacených hvězd.
Podstavec je po stranách symetricky rozšířen volutovými opěráky a ukončen členěnou římsou. Na podestě jsou dvě hlavy andělů. Z čelní strany podstavce vystupuje reliéf zobrazující svržení Jana Nepomuckého z mostu do řeky, pod ním je chronostichon:

K VÌetssÌ sLaVÌe
a pobozoNostÌ sVatÌ
ho Jana tento obraz VÌhoto
VÌtÌ DaL MatÌeolän frantissek
Socha i podstavec jsou vytesány z červenohnědého nučického pískovce. Dílo je datováno do roku 1634, ačkoli kult Jana Nepomuckého vzniká o několik desetiletí později.